# Brekovice
Brekovice je vesnice, jedno z 18 sídel občiny Žiri. Nachází se na západě Slovinska v Hornokraňském regionu (slovinsky Gorenjska regija). K 1. lednu 2015 zde žilo 53 obyvatel.

## Popis
Území vesničky je protáhlé zhruba od jihu k severu. Protéká jím ve stejném směru říčka Poljanska Sora. Údolím podle řeky prochází silnice č. 408, směřující na sever do Žiri, správního centra občiny. V údolí řeky je nadmořská výška zhruba 495 m, avšak na severozápadě území dosahuje téměř 700 m.